# Saitō Makoto
Det här är en artikel om en person med japanskt personnamn; Saitō är familjenamnet.
Saitō Makoto, född 27 oktober 1858, död 26 februari 1936, var en japansk militär och politiker.
Han blev amiral 1900, marinminister 1913–14, generalguvernör i Korea 1919–31, ministerpresident 1932–34. Han sökte föra en moderat utrikespolitik men kunde icke hävda sig mot militärpartiet och föll undan för dess krav. Saitō mördades under militärrevolten i februari 1936.